# Heimdall-Gletscher
Der Heimdall-Gletscher ist ein kleiner Gletscher im ostantarktischen Viktorialand. In der Asgard Range liegt er auf der Südseite des Wright Valley östlich des Siegfried Peak und des Siegmund Peak.
Das New Zealand Antarctic Place-Names Committee gab ihm wie zahlreichen weiteren Objekten in der Asgard Range einen Namen aus der nordischen Mythologie. Namensgeber ist der Gott Heimdall, Wächter von Asgard.